# Jeghward
Jeghward (armenisch Եղվարդ), andere Umschriften Yeghvard, Jeghvard, Ełvard, Eghvard, Eghiward, ist eine Stadt in der zentralarmenischen Provinz Kotajk wenige Kilometer nördlich von Jerewan mit 11.334 Einwohnern im Jahr 2011. Im Zentrum des in frühchristlicher Zeit gegründeten Ortes wird die gut erhaltene Muttergotteskirche (Surb Astvatsatsin), eine dreigeschossige Grabkirche vom Anfang des 14. Jahrhunderts, für Gottesdienste genutzt. Die Außenwände der Grabkirche sind ungewöhnlich reich mit Reliefs verziert. In ihrer Nähe liegt die Ruine einer dreischiffigen Basilika aus dem 6. Jahrhundert, die zu einem Kloster gehörte.

## Lage
Jeghward liegt 19 Kilometer nördlich der Landeshauptstadt Jerewan an der mit H4 bezeichneten Verlängerung der Jeghward-Straße im Stadtteil Davtaschen. Die H4 führt hinter Jeghward durch das drei Kilometer entfernte Nachbardorf Zoravan weiter nach Norden an der Ostflanke des 2575 Meter hohen Berges Ara vorbei, bis sie halbwegs zwischen Aschtarak und Aparan in die Schnellstraße M4 mündet. Quer dazu verbindet die H6 Jeghward mit der 12 Kilometer westlich gelegenen Stadt Aschtarak und mit der gleich weit entfernten Stadt Nor Hatschen im Osten. Die 1300 bis 1500 Meter hohe, flach gewellte Ebene am Südrand des zerklüfteten Vulkans Ara (Arai lehr) dient als Weideland für Rinder und Schafe, zum Anbau von Getreide und Gemüse sowie in den Hausgärten von Obstbäumen. Der zur Feldbewässerung dienende Arzni-Schamiram-Kanal führt am nördlichen Stadtrand vorbei. Westlich der Stadt, zwischen Aschtarak, Mughni und Saghmosavank wird die Ebene von der tiefen Schlucht des Kassagh durchschnitten. Die Ruine der Rundkirche Zoravar (Sorawor) aus dem 7. Jahrhundert steht auf freiem Feld in der Nähe des Dorfes Zoravan und ist vom nördlichen Stadtrand zu sehen.

## Geschichte

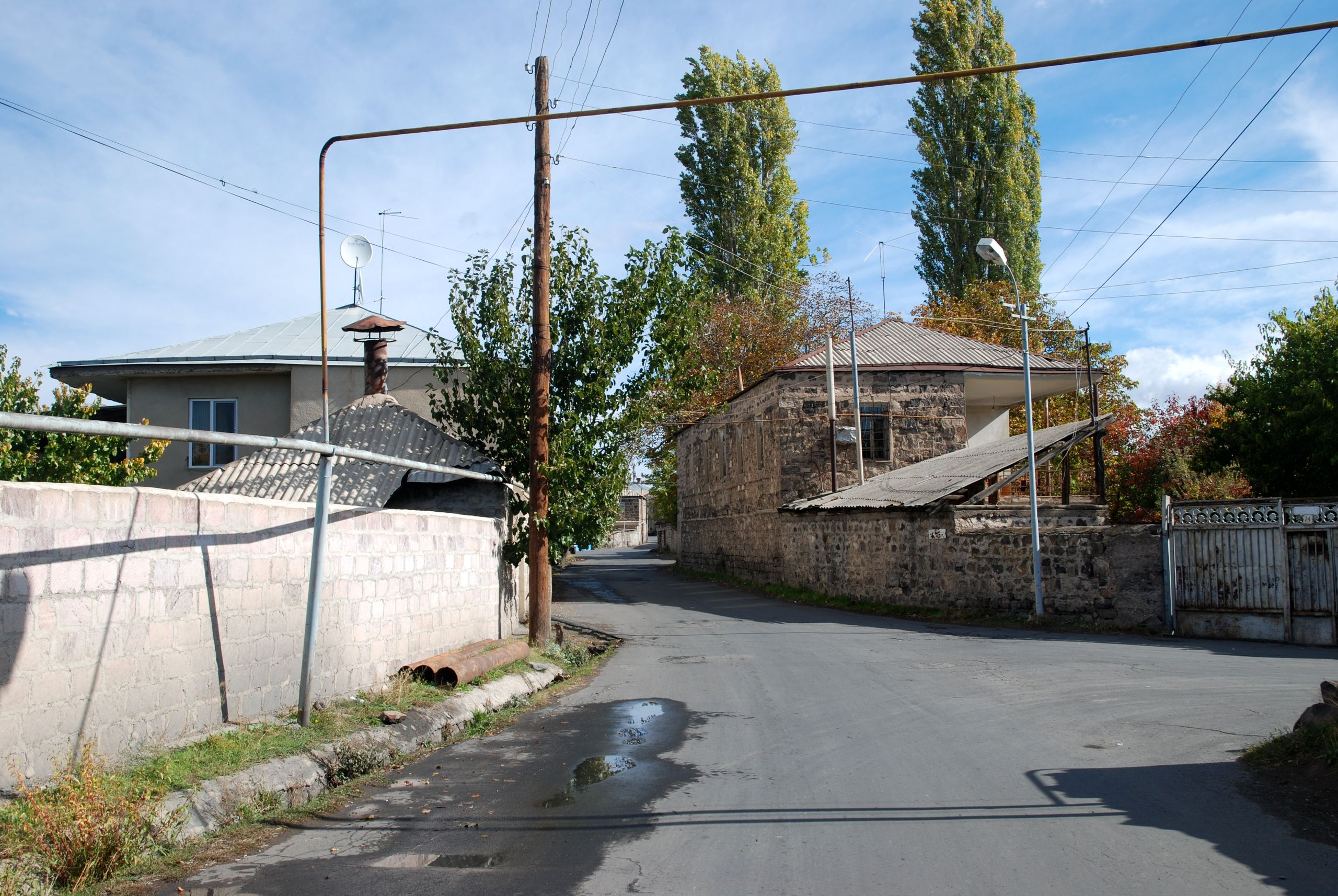
Ortsmitte

In der späten Bronzezeit (2. Jahrtausend v. Chr.) gab es eine größere Siedlung an der Stelle des Ortes. In frühchristlicher Zeit wurde außer der Basilika noch eine einschiffige kleinere Kirche errichtet, von der nur noch wenige Reste erhalten sind. Jeghward war im Mittelalter Bischofssitz und besaß ein Kloster, das laut dem armenischen Geschichtsschreiber Wardan im 13. Jahrhundert von Fürst Grigor Mamikonian während der Amtszeit des Katholikos Anastas († 668) zeitgleich mit der Kirche in Mamikonians Residenz Arutsch gegründet wurde. Im 13. und 14. Jahrhundert vertrieben mongolische und turkische Nomaden die an den Ausläufern des Aragats und des Aras siedelnden Bewohner und machten aus dem Ackerland Sommerweiden (yaylak) für ihr Vieh. Als die Muttergotteskirche erbaut wurde, regierten die mongolischen Ilchane Ghazan Ilchan (reg. 1295–1304) und sein Nachfolger Öldscheitü (reg. 1304–1316) über das Gebiet.
Das Kloster wurde während der Kriege zwischen dem Osmanischen Reich und den persischen Safawiden 1638 und 1735 bis auf die Ruine der Basilika restlos zerstört. Während der sozialistischen Zeit war Jeghward ab 1921 Hauptort von Nairi, einem der 33 Distrikte (gavarak) des Landes. (Nairi war die Eigenbezeichnung der Urartäer und ab dem Ende des 19. Jahrhunderts der Zweitname von nationalistischen Armeniern für ihr Land.)

## Stadtbild
Bei der Volkszählung des Jahres 2001 wurde die offizielle Einwohnerzahl mit 11.627 angegeben. Im Januar 2008 lebten laut der amtlichen Statistik 12.191 Einwohner in Jeghward.
Die Hauptstraßen H4 und H6 kreuzen sich im Süden außerhalb der Stadt. Das dörflich wirkende alte Zentrum besteht aus einem unregelmäßig verzweigten Straßennetz, an dem sich ein- bis zweigeschossige Einfamilienhäuser reihen, deren Gärten zur Straße durch Mauern abgegrenzt sind. In den Gärten hinter den Häusern gedeihen Obstbäume (Kastanien, Äpfel) und Gemüse. Die Muttergotteskirche befindet sich in einem Park im Gewirr der Altstadtgassen. Am südlichen Stadtrand liegt östlich der Jerewanjan-Straße ein Wohn- und Industriegebiet mit fünfgeschossigen Wohnblocks.
Die Industriebetriebe der Stadt produzieren hauptsächlich Nahrungsmittel, vor allem Milch- und Getreideerzeugnisse (Backwaren), sowie alkoholische Getränke (Weinbrand). Hinzu kommt die Fabrikation von Lederwaren und Sportschuhen. Es gibt mehrere Grundschulen und vier Sekundarschulen.

## Muttergotteskirche

### Herkunft und Verbreitung

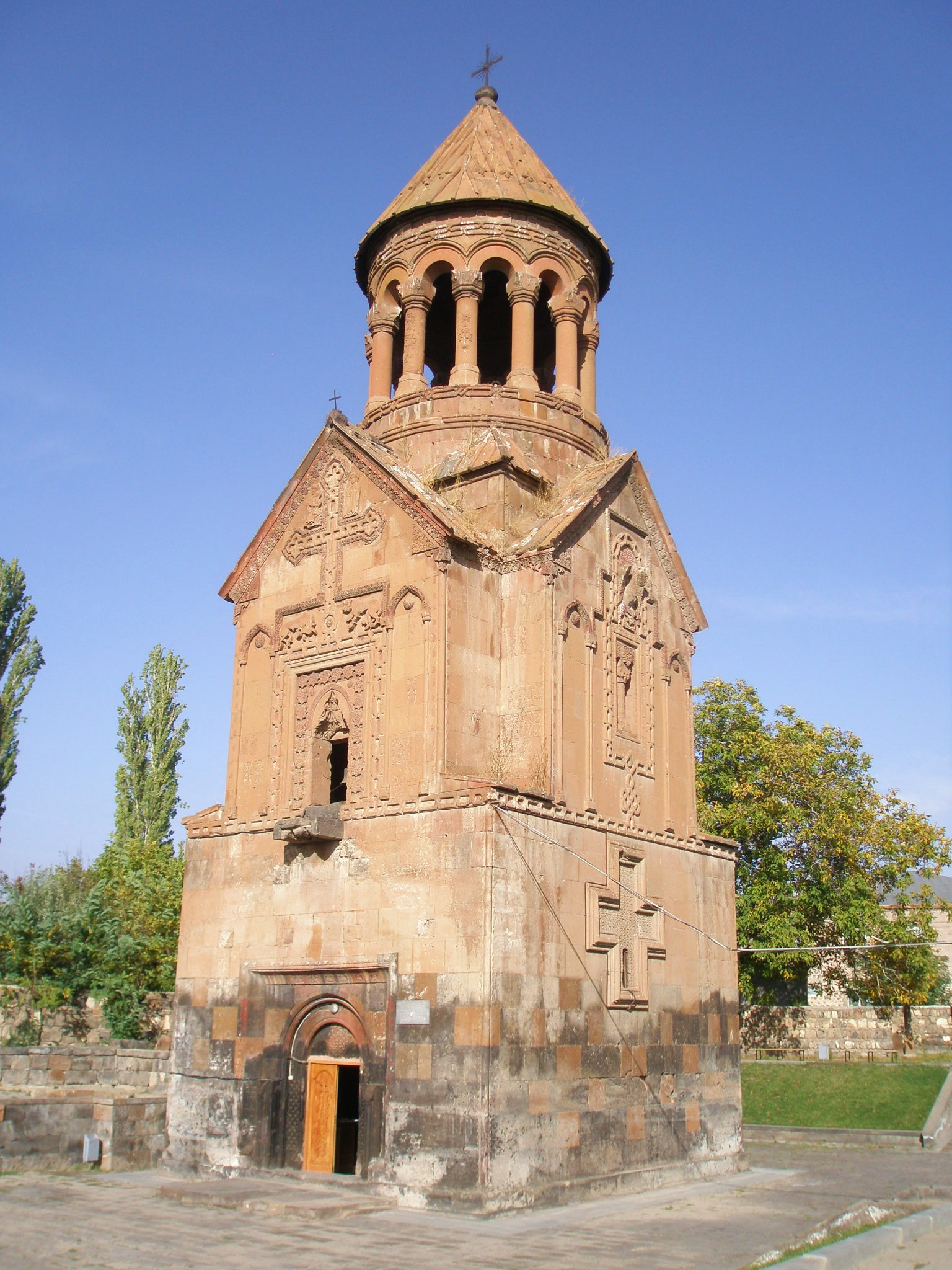
Ansicht von Südwesten

Die Kirche der Muttergottes (Surb Astvatsatsin) ist laut einer Inschrift über dem Eingang je nach Lesart 1301 oder 1321 datiert und wurde demnach vom Fürsten Azizbek und seiner Gemahlin Vakhakh gestiftet. In einem Kolophon steht die Jahreszahl 1318 für die Gründung und in der Kuppel findet sich die gemalte Zahl 1328. Da die Ilchane die Ausübung der christlichen Religion ab Anfang des 14. Jahrhunderts zunehmend unterdrückten, dürfte die frühest mögliche Bauzeit 1301 am wahrscheinlichsten sein. Nach historischen Quellen wurde die Kirche 1628 und 1745 restauriert. Der später zerstörte Turmaufsatz wurde 1969–1970 wiederaufgebaut.
Die Kirchenbautypen der zweiten Blütezeit der armenischen Baukunst vom 9. bis zum 12. Jahrhundert gehen auf frühchristliche Entwicklungen zurück. Die ältesten armenischen Zentralbauten des 5. Jahrhunderts bestanden aus einem zentralen Raum mit einem quadratischen Grundplan, der von einer Kuppel mit einem dazwischen geschalteten zylindrischen Tambour überdeckt war. Die Erweiterung solcher einfachen Zentralbauten ergab einen symmetrischen Tetrakonchos, dessen vier halbrunde Konchen wie in Mastara polygonal oder meist rechteckig ummantelt aus den Seitenwänden hervortraten. Ein gut erhaltenes Beispiel der kleinen Kreuzkuppelkirchen ist Lmbatavank (um 600 n. Chr.). Die Karmrawor-Kirche von Aschtarak (7. Jahrhundert) ist ein Monokonchos, bei dem außer dem östlichen die drei anderen Seitenarme innen rechteckig ausgebildet sind. Eine Trikonchos genannte Variante mit drei halbrunden Konchen und einem rechteckigen Westarm ist die Muttergotteskirche von Talin aus der ersten Hälfte 7. des Jahrhunderts. In ihrer Mehrzahl dienten sie als Mausoleumskirche und waren von einem Friedhof umgeben.
Zwischen dem 10. und 14. Jahrhundert entstanden im Bereich der Erinnerungskultur neue Grabkirchen – gestalterisch herausragend die 1329 datierte, als Monokonchos angelegte Areni-Kirche, sowie in großer Zahl Chatschkare (Kreuzsteine), die frei aufgestellt oder wie bei der Heiligkreuz-Kirche (Surb Nshan) des Klosters Tsaghats Kar und der Grabgruft des Klosters Haghpat in die Architektur integriert wurden. Hinzu kam in der ersten Hälfte des 14. Jahrhunderts der Typ der kleinen turmartigen Grabkirchen, von denen die 1339 fertiggestellte und der Muttergottes (Surb Astvatsatsin) geweihte Mausoleumskirche des Klosters Norawank von besonderer Bedeutung ist. Als Architekt und für den Bildschmuck Verantwortlicher wird wie bei der Areni-Kirche Momik genannt. Die Turm-Grabkirchen dienten zur Bestattung der regional herrschenden Fürsten. Die als Grabstätte eines Prinzen der Orbelian-Familie in Norawank entstandene dreigeschossige Turmkirche entstand in derselben Bauweise wenig später, größer und noch aufwendiger gestaltet als die Kirche in Jeghward. Ein weiteres Denkmal dieses Typs blieb mit der 1349 datierten Johanneskirche auf einem Hügel nordwestlich des Dorfes Kaputan erhalten. Bei allen dreien befand sich im Erdgeschoss die Grabeshalle und im Obergeschoss der Gebetssaal.

### Bauform

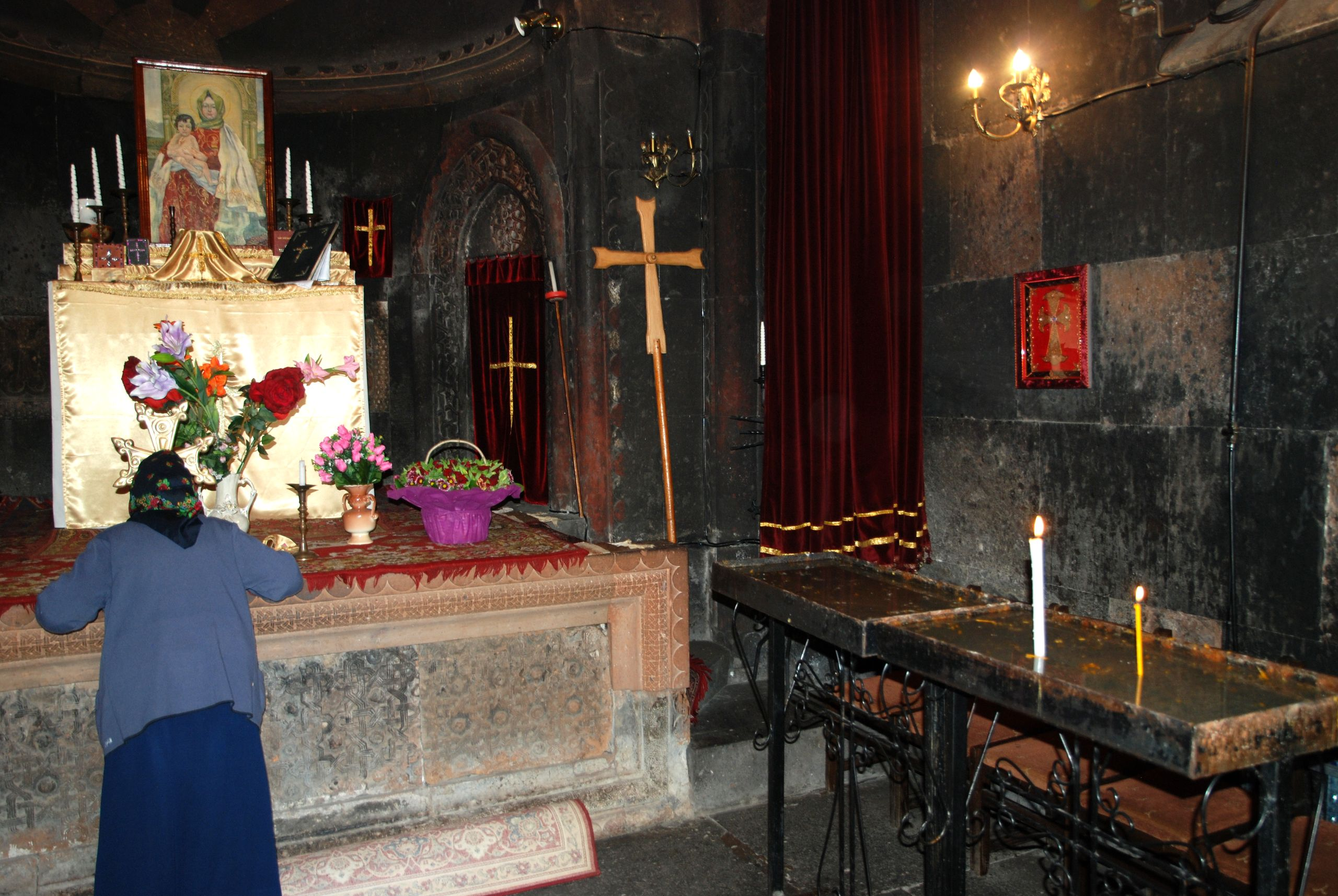
Altar und südlicher Apsisnebenraum

Das Erdgeschoss des quadratischen Baus ist ein niedriger dunkler Raum, der einige Treppenstufen tiefer als das heutige Bodenniveau liegt. Er schließt im Osten mit einer hufeisenförmigen Altarapsis, deren lichte Weite 4,0 Meter beträgt, und seitlichen rechteckigen Nebenräumen ab. Die Decke ist als Kreuzgratgewölbe ausgebildet. In diesem einstigen Grabraum finden Gottesdienste der armenisch-apostolischen Christen statt. Die Wände aus rötlichem Tuff wurden im Innern durch Kerzenruß im Lauf der Jahrhunderte geschwärzt. Licht fällt praktisch nur durch die geöffnete Eingangstür an der Westseite in den Raum, in den übrigen Seiten befindet sich jeweils ein winziger Fensterschlitz in der Mitte. Ein späterer, als Gawit dienender Anbau vor der Westseite wurde bei der Restaurierung 1969 entfernt. In Ost-West-Richtung misst das Gebäude außen 14,7 Meter.

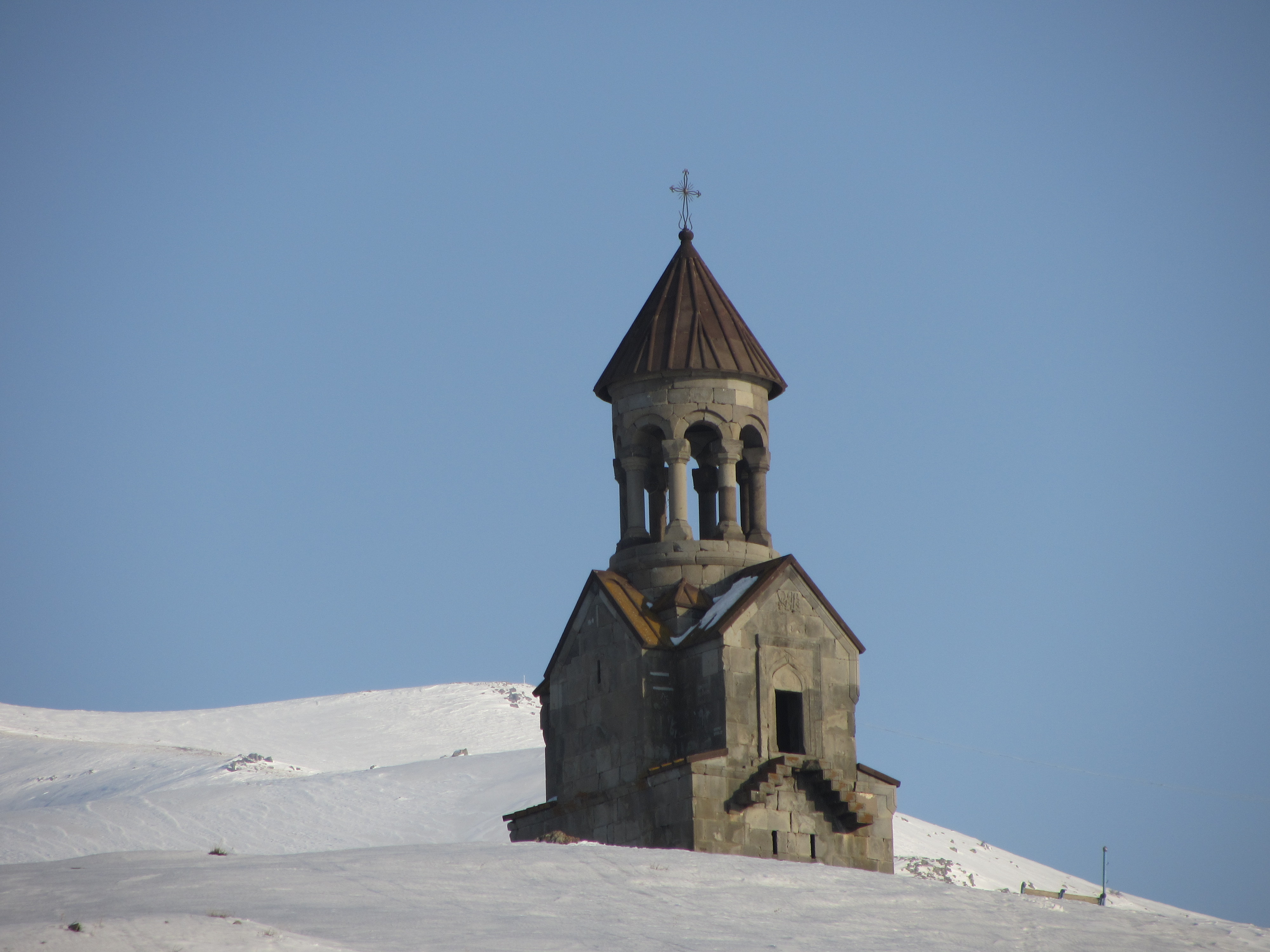
Kaputan, östlich von Jeghward nahe Abowjan. 1349 datierte Grabkirche von Nordwesten. Auch hier war der Zugang zum oberen Gebetssaal nur über eine Leiter möglich.

Darüber befindet sich im zweiten Stock ein kreuzförmiger Raum mit einer geraden Ostwand. Dieser Raum ist normalerweise unzugänglich. Er konnte auch früher nur über eine angelehnte Holzleiter betreten werden. Die Leiter wurde an zwei symmetrisch angeordnete Treppenstufenpaare angelehnt, die seitlich des oberen Eingangs aus der Wand ragten und heute verschwunden sind. Bei der Kirche von Kaputan ist am oberen Eingang eine mehrstufige Doppeltreppe zum Anlegen der Leiter noch vorhanden, in Norawank reichen dagegen die unbequem zu begehenden, weil sehr schmalen Treppenstufen bis auf den Boden. Offensichtlich sollte das Obergeschoss bei diesem Kirchentyp nicht für jeden und nicht zu jeder Zeit betreten werden dürfen, weil die Liturgie nur an besonderen Tagen praktiziert wurde.
In der dritten Etage wird das Gebäude von einem als Rotunde angelegten Glockenturm mit 7,6 Metern Durchmesser bekrönt, dessen Kegeldach von zwölf Säulen mit kubischen Kapitellen getragen wird.

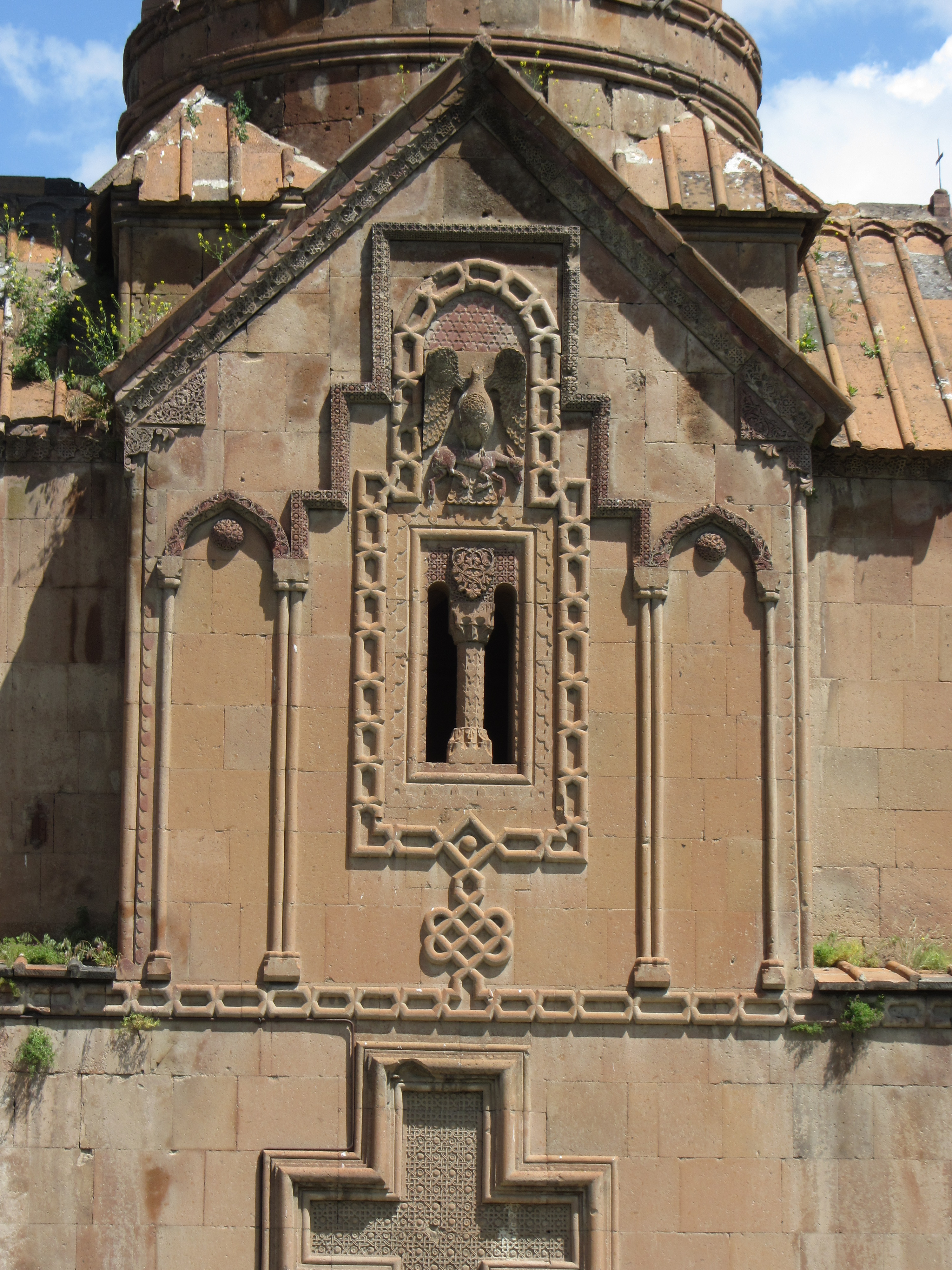
Südgiebel

Das Baudekor der Außenwände besteht am Erdgeschoss aus schlichten parallelen Wulstgesimsen, mit denen die Fenster der Nord- und Südseite in einem großen Kreuz und an der Ostseite in einem kleineren Quadrat umrahmt werden. Ein strenges horizontales Flechtband trennt den unteren quadratischen Baukörper von der darüber liegenden kreuzförmigen Etage, deren Fassaden durch üppigen Reliefschmuck gestaltet sind. Der Ostgiebel wird in drei unterschiedlich hohe spitzbogige Felder eingeteilt. Den mittleren Bogen tragen Zwillingshalbsäulen mit rechteckigen Kapitellen. Sie umrahmen ein Wandfeld, in dessen Mitte ein Flechtband ein Rechteck um das schmale Fenster abgrenzt. Über dem Fenster ist ein Panther zu sehen, der eine Ziege reißt. An der Nordseite wird im stufenförmig erhöhten mittleren Feld über dem Fenster eine Chimäre dargestellt, an der Südseite ist es ein rundbauchiger Adler, der in seinen Krallen ein abgemagertes Lamm hält.
Besonders reichhaltig ist der Westgiebel gestaltet. Über der Tür springen von rechts ein Löwe und von links ein Stier aufeinander zu. Sie stellen das Wappen der als Stifter auftretenden Orbelian-Familie dar. Auch die Tierfiguren der anderen Seiten symbolisieren in seltener Eintracht Fürstenfamilien (nakharars), die im 14. Jahrhundert angesichts der Bedrohung durch die Timuriden ihre gegenseitigen Feindseligkeiten eingestellt hatten. Beide Tiere trennt der untere Teil eines großen, aus einem Flechtband gebildeten Kreuzes, dessen linker Querbalken das Bildnis einer Maria mit Kind in der Haltung einer Hodegetria trägt. Ihr Kopf ist nicht wie bei diesem Typus üblich streng gerade, sondern liebevoll dem Kind zugeneigt. Das Relief ähnelt stilistisch dem Marienbildnis im Tympanon der 1321 datierten Muttergotteskirche von Spitakavor. Rechts gegenüber steht der Prophet Jesaja. Die Tür selbst wird durch eine Umrahmung aus einem Flechtband, mehreren Wülsten und einer Sternenkette hervorgehoben. Einige Formen wie die Muqarnas-Nische über der Tür, die Sterne und die Flachreliefs der Tiere auf dieser Seite verweisen auf seldschukische Parallelen, speziell auf das Mausoleum von Kachin Dorbatli von 1314 (im Gebiet der Republik Bergkarabach). Es könnte sich möglicherweise um denselben Architekten handeln, der im Fall von Jeghward als Shahik und im Fall des muslimischen Bauwerks als Shahenzi in den Quellen erwähnt wird.

## Basilika

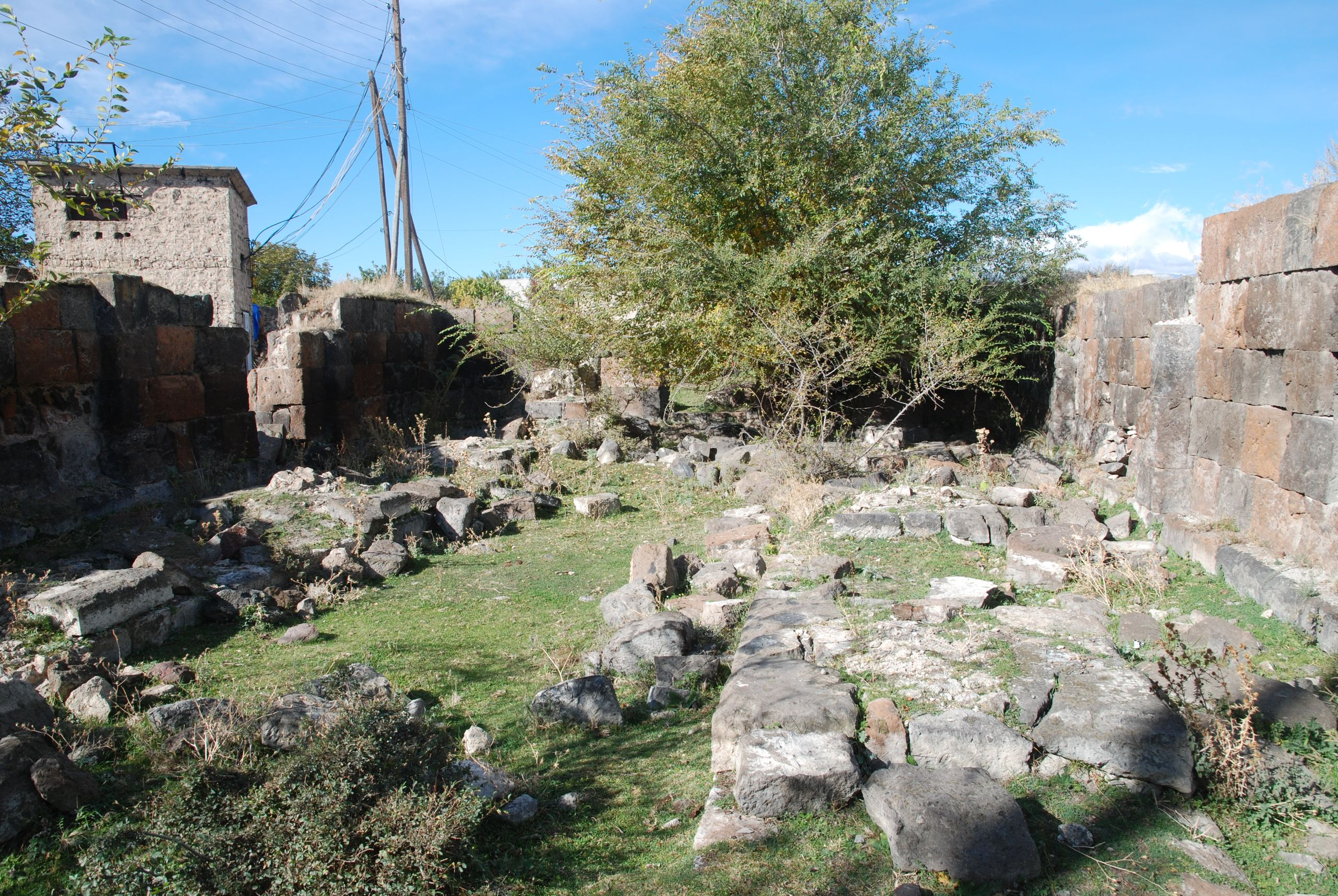
Basilika. Kirchenschiff längs nach Westen

Etwa 300 Meter nordöstlich der Muttergotteskirche befinden sich die Reste einer dreischiffigen Basilika aus frühchristlicher Zeit, die nach Stiluntersuchungen Anfang des 7. Jahrhunderts datiert wird und vermutlich um 600 während der Amtszeit des Katholikos Movses (Moses II., 574–604) erbaut wurde. Die Außenmaße der noch mit etwa fünf Lagen von mächtigen Tuffsteinquadern über einer dreistufigen Krepis aufrecht stehenden Wände betragen einschließlich der aus der Ostwand ragenden Apsis 31,5 × 14,1 Meter. Innen verbleiben einschließlich der Apsis 29,3 × 11,8 Meter. Die vollständig verschwundene Apsis war nach den Untersuchungen Josef Strzygowskis, der bei seinem Besuch im September 1913 die Stätte frisch ausgegraben vorfand, innen hufeisenförmig und außen fünfseitig. Ihre Breite betrug 5,8 Meter und ihre Tiefe 5,6 Meter. Das zweischalige Mauerwerk ist rund 1,2 Meter stark.

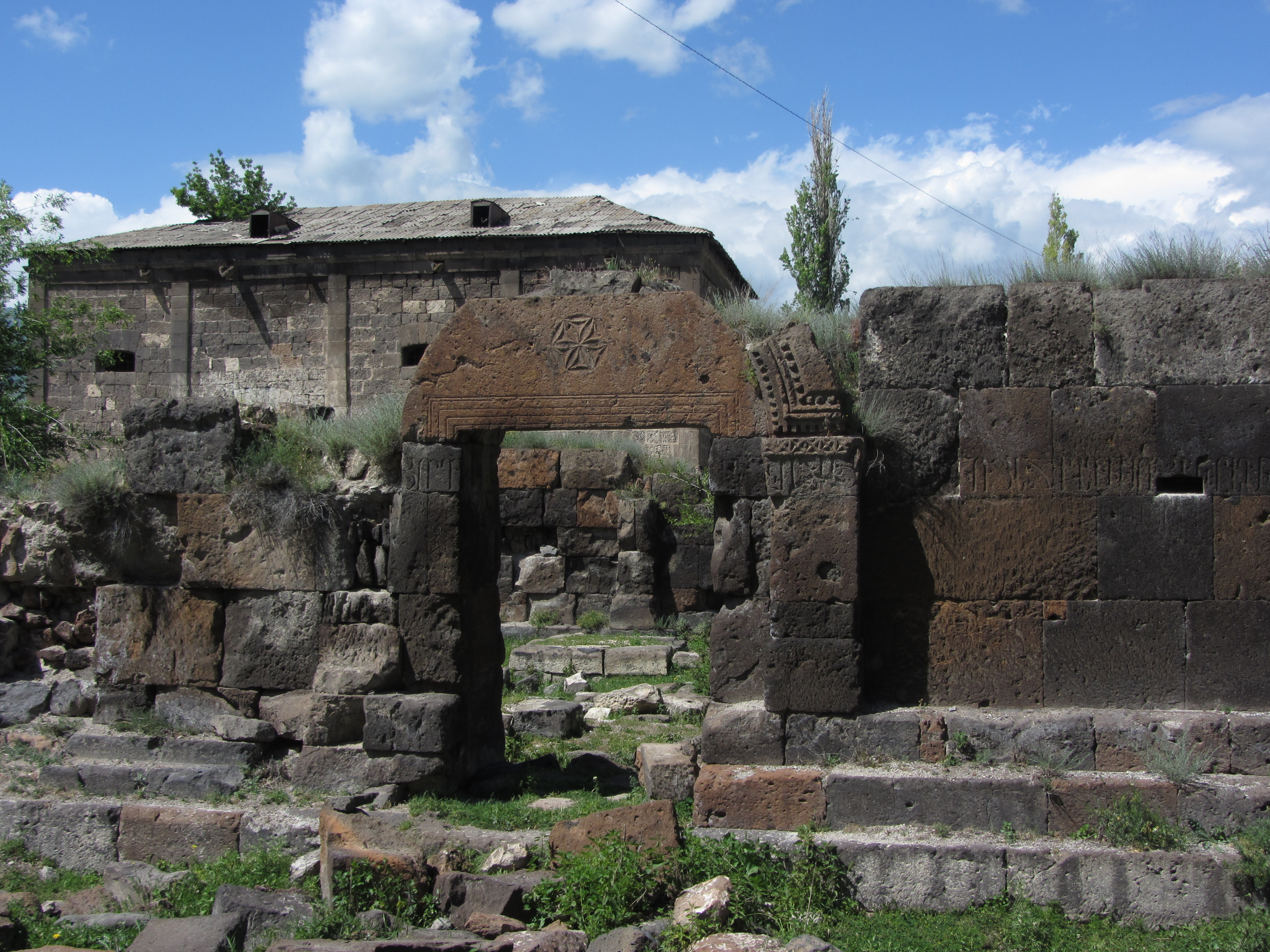
Basilika. Mittlerer Eingang der Südwand

Von den zwei Reihen mit je vier Pfeilern sind lediglich Bruchstücke erhalten. Die T-förmigen Pfeiler trugen einst drei Tonnengewölbe und waren durch Rundbögen in jeder Reihe und durch Gurtbögen in Querrichtung verbunden. Während Strzygowski die Kirche 1918 zu den Hallenkirchen zählte, spricht die Stärke der Pfeiler eher für ein hohes mittleres Gewölbe, wie es für eine Basilika üblich ist. Ungewöhnlich sind zusätzlich zum Haupteingang an der westlichen Stirnseite je drei Eingänge an den Längsseiten, deren Lage in keiner Beziehung zur Säulenanordnung stand. Das Mittelschiff war mit 5,5 Metern gut doppelt so breit wie die 1,9 Meter breiten Seitenschiffe. Letztere endeten – einzigartig für armenische Basiliken – im Osten in kleinen halbrunden Apsiden, die in die Außenwand eingetieft waren. Sie entsprechen offensichtlich den Ostabschlüssen der an die Längswände angebauten Portiken, wie sie bei älteren Basiliken vorkamen. Hierin und in den Proportionen ist die Basilika mit der ersten Kathedrale von Dvin aus dem 5. Jahrhundert vergleichbar. Die lichte Weite der Arkaden betrug in Längsrichtung 3,1 Meter.
An den Portalen der Südwand haben sich Bruchstücke des Reliefdekors erhalten. Entlang der gesamten Südfassade verlief eine einzeilige Inschrift in erkat‘agir (altarmenische „Eisenschrift“), von der noch Teile vorhanden sind. Der Name Movses ist auf der Inschrift nicht zu lesen und ihre Deutung insgesamt unsicher. Den Türsturz des mittleren Eingangs der Südseite ziert ein Kreuzmedaillon, feine Rillen darunter gehören zu einer einstigen rechteckigen Umrahmung. Das Zahn-  und Kugeldekor auf dem Stein an der rechten Seite war Teil eines Bogens, der ein Tympanonfeld umgab. Es könnte sein, dass die Basilika an der Stelle einer früheren Kirche und diese wiederum über oder in der Nähe eines heidnischen Kultortes errichtet wurde. Eine Inschrift von 660 deutet auf eine Restaurierung und wohl eine neue Dachdeckung um diese Zeit. Bei dieser Gelegenheit wurde vermutlich die ursprüngliche Holzdecke durch eine massive Steinkonstruktion ersetzt.

## Einschiffige Kirche

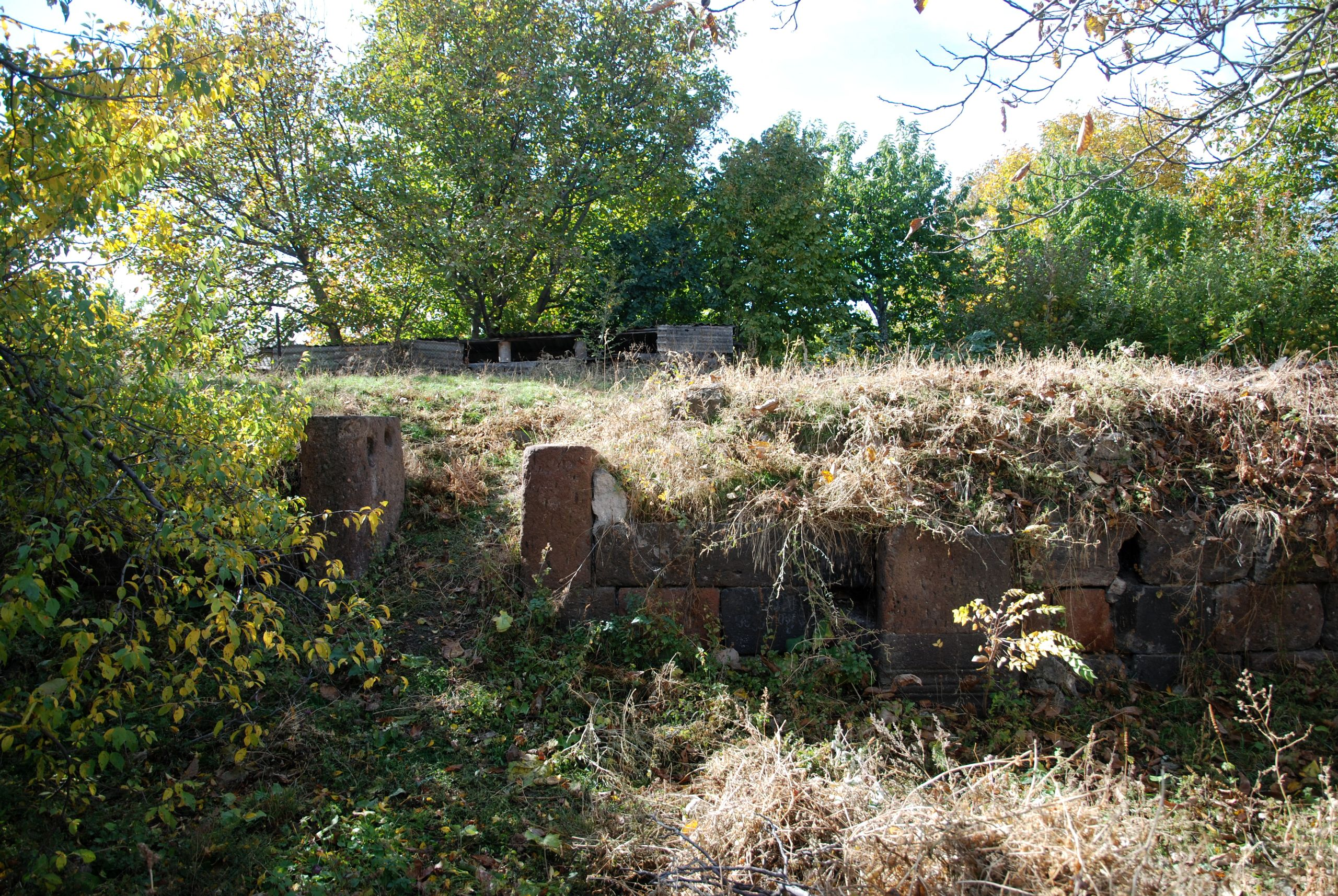
Einschiffige Kirche. Überwachsener Trümmerhaufen mit dem Eingang der Südwand.

Wenige Meter nördlich der Basilika stand eine einschiffige Kirche. Die Ruine, von der nur wenige Quader der untersten Steinreihe erkennbar sind, befindet sich in einem Privatgarten hinter einem Wohnhaus. Als die Ruine Ende des 19. Jahrhunderts ausgegraben wurde, kamen die Reste einer im Innern 6,6 Meter breiten und einschließlich der halbrunden, aus der Ostwand ragenden Apsis 21,2 Meter langen Saalkirche zum Vorschein. Das tonnenüberwölbte Kirchenschiff war in der Mitte durch Wandpfeiler und einen Gurtbogen unterteilt. Die Apsis wurde mit 4,9 Meter Breite und 3,8 Meter Tiefe gemessen. Ein oder drei Eingänge lagen in der Südwand und ein Eingang in der schmalen Westwand. Anhand von einigen reliefierten Steinen und ein oder zwei Kapitellen, die Anfang des 20. Jahrhunderts noch vorhanden waren, aber heute fehlen, wird die Kirche vorsichtig auf Ende 5. oder Anfang 6. Jahrhundert datiert.
Auf dem alten Friedhof in der Nähe stehen einige Chatschkare und die Reste eines Tukh-Manuk-Schreins, der noch von der Bevölkerung verehrt wird.